# Liste des premiers joueurs en nombre de touchdowns à la course par saison en NFL
Cette liste reprend tous les meilleurs marqueurs de touchdowns à la course en National Football League au cours d'une saison régulière saison après saison, ceux inscrits lors des playoffs n'étant pas pris en compte.
Les touchdowns inscrits à la course comprennent tant ceux inscrits par l'attaque que par la défense. Néanmoins, dans  cette liste on retrouve surtout les performances et touchdowns offensifs réalisés la plupart du temps par des running back.
Les statistiques pour les touchdowns à la course commencent en 1932, lorsque Bronko Nagurski des Bears de Chicago mène la ligue avec 4 unités. Depuis, ce record est détenu par LaDainian Tomlinson avec 28 touchdowns inscrits lors de la saison 2006 de la NFL avec les Chargers de San Diego. Jim Brown détient le record du plus grand nombre de saison (5) en tête de ce classement puisqu'il fut leader en 1957, 1958, 1959, 1963 et 1965.

## Liste des joueurs ayant marqué le plus detouchdownsà la course par saison
| Saison | Joueur                                                        | Nb. | Équipe                                                                              |
| ------ | ------------------------------------------------------------- | --- | ----------------------------------------------------------------------------------- |
| 1932   | Bronko Nagurski                                               | 4   | Bears de Chicago                                                                    |
| 1933   | Glenn Presnell                                                | 6   | Spartans de Portsmouth                                                              |
| 1934   | Dutch Clark Beattie Feathers                                  | 8   | Lions de Détroit Bears de Chicago                                                   |
| 1935   | Ernie Caddel                                                  | 6   | Lions de Détroit                                                                    |
| 1936   | Dutch Clark                                                   | 7   | Lions de Détroit                                                                    |
| 1937   | Cliff Battles Dutch Clark Clarke Hinkle                       | 5   | Redskins de Washington Lions de Détroit Packers de Green Bay                        |
| 1938   | Andy Farkas                                                   | 6   | Redskins de Washington                                                              |
| 1939   | Johnny Drake                                                  | 9   | Rams de Cleveland                                                                   |
| 1940   | Johnny Drake                                                  | 9   | Rams de Cleveland                                                                   |
| 1941   | Hugh Gallarneau                                               | 8   | Bears de Chicago                                                                    |
| 1942   | Gary Famiglietti                                              | 8   | Bears de Chicago                                                                    |
| 1943   | Bill Paschal                                                  | 10  | Giants de New York                                                                  |
| 1944   | Bill Paschal                                                  | 9   | Giants de New York                                                                  |
| 1945   | Steve Van Buren                                               | 15  | Eagles de Philadelphie                                                              |
| 1946   | Ted Fritsch                                                   | 9   | Packers de Green Bay                                                                |
| 1947   | Steve Van Buren                                               | 13  | Eagles de Philadelphie                                                              |
| 1948   | Steve Van Buren                                               | 10  | Eagles de Philadelphie                                                              |
| 1949   | Steve Van Buren                                               | 11  | Eagles de Philadelphie                                                              |
| 1950   | Johnny Lujack                                                 | 11  | Bears de Chicago                                                                    |
| 1951   | Rob Goode                                                     | 9   | Redskins de Washington                                                              |
| 1952   | Dan Towler                                                    | 10  | Rams de Los Angeles                                                                 |
| 1953   | Joe Perry                                                     | 10  | 49ers de San Francisco                                                              |
| 1954   | Dan Towler                                                    | 11  | Rams de Los Angeles                                                                 |
| 1955   | Alan Ameche                                                   | 9   | Colts de Baltimore                                                                  |
| 1956   | Rick Casares                                                  | 12  | Bears de Chicago                                                                    |
| 1957   | Jim Brown                                                     | 9   | Browns de Cleveland                                                                 |
| 1958   | Jim Brown                                                     | 17  | Browns de Cleveland                                                                 |
| 1959   | Jim Brown                                                     | 14  | Browns de Cleveland                                                                 |
| 1960   | Paul Hornung                                                  | 13  | Packers de Green Bay                                                                |
| 1961   | Jim Taylor                                                    | 15  | Packers de Green Bay                                                                |
| 1962   | Jim Taylor                                                    | 19  | Packers de Green Bay                                                                |
| 1963   | Jim Brown                                                     | 12  | Browns de Cleveland                                                                 |
| 1964   | Lenny Moore                                                   | 16  | Colts de Baltimore                                                                  |
| 1965   | Jim Brown                                                     | 17  | Browns de Cleveland                                                                 |
| 1966   | Leroy Kelly                                                   | 15  | Browns de Cleveland                                                                 |
| 1967   | Leroy Kelly                                                   | 11  | Browns de Cleveland                                                                 |
| 1968   | Leroy Kelly                                                   | 16  | Browns de Cleveland                                                                 |
| 1969   | Tom Matte                                                     | 11  | Colts de Baltimore                                                                  |
| 1970   | MacArthur Lane                                                | 11  | Cardinals de Saint-Louis                                                            |
| 1971   | Duane Thomas                                                  | 11  | Cowboys de Dallas                                                                   |
| 1972   | Mercury Morris                                                | 12  | Dolphins de Miami                                                                   |
| 1973   | Floyd Little O. J. Simpson                                    | 12  | Broncos de Denver Bills de Buffalo                                                  |
| 1974   | Tom Sullivan                                                  | 11  | Eagles de Philadelphie                                                              |
| 1975   | Pete Banaszak O. J. Simpson                                   | 16  | Raiders d'Oakland Bills de Buffalo                                                  |
| 1976   | Franco Harris                                                 | 14  | Steelers de Pittsburgh                                                              |
| 1977   | Walter Payton                                                 | 14  | Bears de Chicago                                                                    |
| 1978   | David Sims                                                    | 14  | Seahawks de Seattle                                                                 |
| 1979   | Earl Campbell                                                 | 19  | Oilers de Houston                                                                   |
| 1980   | Earl Campbell Billy Sims                                      | 13  | Oilers de Houston Lions de Détroit                                                  |
| 1981   | Chuck Muncie                                                  | 19  | Chargers de San Diego                                                               |
| 1982   | Marcus Allen                                                  | 11  | Raiders d'Oakland                                                                   |
| 1983   | John Riggins                                                  | 24  | Redskins de Washington                                                              |
| 1984   | Eric Dickerson John Riggins                                   | 14  | Rams de Los Angeles Redskins de Washington                                          |
| 1985   | Joe Morris                                                    | 21  | Giants de New York                                                                  |
| 1986   | George Rogers                                                 | 18  | Redskins de Washington                                                              |
| 1987   | Johnny Hector Charles White                                   | 11  | Jets de New York Rams de Los Angeles                                                |
| 1988   | Greg Bell                                                     | 16  | Rams de Los Angeles                                                                 |
| 1989   | Greg Bell                                                     | 15  | Rams de Los Angeles                                                                 |
| 1990   | Derrick Fenner Cleveland Gary                                 | 14  | Seahawks de Seattle Rams de Los Angeles                                             |
| 1991   | Barry Sanders                                                 | 16  | Lions de Détroit                                                                    |
| 1992   | Emmitt Smith                                                  | 18  | Cowboys de Dallas                                                                   |
| 1993   | Marcus Allen                                                  | 12  | Chiefs de Kansas City                                                               |
| 1994   | Emmitt Smith                                                  | 21  | Cowboys de Dallas                                                                   |
| 1995   | Emmitt Smith                                                  | 25  | Cowboys de Dallas                                                                   |
| 1996   | Terry Allen                                                   | 21  | Redskins de Washington                                                              |
| 1997   | Karim Abdul-Jabbar Terrell Davis                              | 15  | Dolphins de Miami Broncos de Denver                                                 |
| 1998   | Terrell Davis                                                 | 21  | Broncos de Denver                                                                   |
| 1999   | Stephen Davis                                                 | 17  | Redskins de Washington                                                              |
| 2000   | Marshall Faulk                                                | 18  | Rams de Saint-Louis                                                                 |
| 2001   | Shaun Alexander                                               | 14  | Seahawks de Seattle                                                                 |
| 2002   | Priest Holmes                                                 | 21  | Chiefs de Kansas City                                                               |
| 2003   | Priest Holmes                                                 | 27  | Chiefs de Kansas City                                                               |
| 2004   | LaDainian Tomlinson                                           | 17  | Chargers de San Diego                                                               |
| 2005   | Shaun Alexander                                               | 27  | Seahawks de Seattle                                                                 |
| 2006   | LaDainian Tomlinson                                           | 28  | Chargers de San Diego                                                               |
| 2007   | LaDainian Tomlinson                                           | 15  | Chargers de San Diego                                                               |
| 2008   | DeAngelo Williams                                             | 18  | Panthers de la Caroline                                                             |
| 2009   | Adrian Peterson                                               | 18  | Vikings du Minnesota                                                                |
| 2010   | Arian Foster                                                  | 16  | Texans de Houston                                                                   |
| 2011   | LeSean McCoy                                                  | 17  | Eagles de Philadelphie                                                              |
| 2012   | Arian Foster                                                  | 15  | Texans de Houston                                                                   |
| 2013   | Jamaal Charles Marshawn Lynch                                 | 12  | Chiefs de Kansas City Seahawks de Seattle                                           |
| 2014   | Marshawn Lynch DeMarco Murray                                 | 13  | Seahawks de Seattle Cowboys de Dallas                                               |
| 2015   | Devonta Freeman Jeremy Hill Adrian Peterson DeAngelo Williams | 11  | Falcons d'Atlanta Bengals de Cincinnati Vikings du Minnesota Steelers de Pittsburgh |
| 2016   | LeGarrette Blount                                             | 18  | Patriots de la Nouvelle-Angleterre                                                  |
| 2017   | Todd Gurley                                                   | 13  | Rams de Los Angeles                                                                 |
| 2018   | Todd Gurley                                                   | 17  | Rams de Los Angeles                                                                 |
| 2019   | Derrick Henry Aaron Jones                                     | 16  | Titans du Tennessee Packers de Green Bay                                            |
| 2020   | Derrick Henry                                                 | 17  | Titans du Tennessee                                                                 |
| 2021   | Jonathan Taylor                                               | 18  | Colts d'Indianapolis                                                                |
| 2022   | Jamaal Williams (en)                                          | 17  | Lions de Détroit                                                                    |
| 2023   | Raheem Mostert                                                | 18  | Dolphins de Miami                                                                   |